# Super RTL

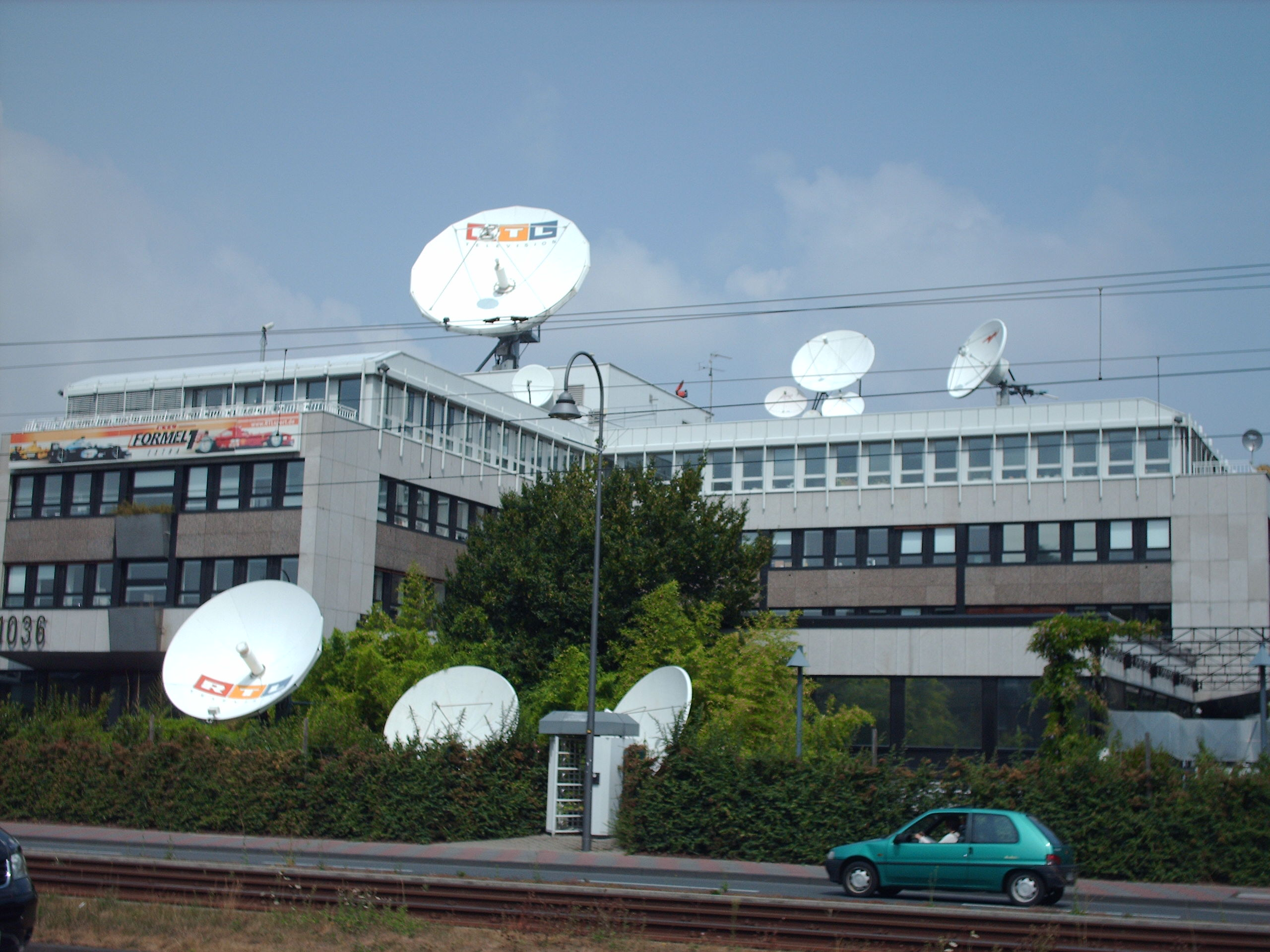
Junkersdorf bij Keulen, RTL Duitsland

Logo van RTL Super in de Primetime

Super RTL is een Duitse televisiezender die behoort tot de RTL Group. De doelgroep van deze zender is kinderen.

## Geschiedenis
De zender startte in 1995 in Keulen. Het was niet de eerste op kinderen gerichte doelgroepzender. Nickelodeon, eigendom van Viacom, was de eerste zender die deze doelgroep bediende.
Van begin 's morgens tot 20.15 uur zijn er alleen programma's voor kinderen op Super RTL, inclusief veel van oorsprong Amerikaanse series. In de avonden zijn er voornamelijk oude series en programma's van lage kwaliteit te zien die gebaseerd zijn op oude concepten. Per 15 augustus 2023 heet  Super RTL Primetime RTL Super.
Kinderprogramma's: 
- The Fairytaler
- Drakenjagers
- Moominvalley

Anime:
- Digimon
- Hamtaro
- Doraemon